# Mezivládní úřad pro rozvoj
Mezivládní úřad pro rozvoj (Intergovernmental Authority on Development (IGAD), Autorité intergouvernementale pour le développement) je organizace podporující rozvoj ekonomiky, bezpečnosti a infrastruktury na Africkém rohu se sídlem v Džibuti.

## Členské státy
- Džibutsko (zakládající stát, 1986)
- Etiopie (zakládající stát, 1986)
- Keňa (zakládající stát, 1986)
- Somálsko (zakládající stát, 1986)
- Súdán (zakládající stát, 1986)
- Uganda (zakládající stát, 1986)
- Eritrea (po vyhlášení nezávislosti roku 1993 členem, ale od roku 2007 má pozastaveno členství)
- Jižní Súdán (členský stát od 2011)

## Historie
Mezivládní úřad pro rozvoj (IGAD) ve východní Africe byl vytvořen v roce 1996, aby nahradil Mezivládní dozor nad suchem a rozvojem (IGADD), který byl založen 1986. Vracející se sucha a jiné přírodní katastrofy mezi lety 1974–1984 zapříčinily rozšířený hladomor, ekologický úpadek a ekonomické strasti ve východoafrickém regionu. I když země samostatně měly snahu se vyrovnat s touto situací a dostat štědrou podporu od mezinárodní komunity, velikost a délka problému byla silně pro vznik nadnárodní organizace.
V roce 1983 a 1984, 6 zemí v rohu Afriky (Džibuti, Etiopie, Keňa, Somálsko, Súdán a Uganda) se ujalo snahy založit mezinárodní orgán pro kontrolu sucha a rozvoje v tomto regionu skrze Společnost národů. V lednu 1986 tyto země podepsaly dokument uvádějící organizaci do provozu s Džíbútí jako hlavním městem. Eritrea se stala sedmým členem po získání nezávislosti v roce 1993.
V dubnu 1995 v Addis Abebě vydalo Shromáždění hlav členských států deklaraci k revitalizaci a rozšíření pomoci napříč členskými státy. 21. března 1996 v Nairobi tato rada přijala v platnost „listinu nástrojů pro opravu smlouvy IGADD“, zakládající IGAD s jeho novým názvem. Revitalizovaná IGAD s širší plochou regionální spolupráce a novou strukturou organizace vstoupila v platnost až 25. listopadu hlavami států v Džibuti.

## Současnost
V současné době je činnost této organizace zastavena z různých důvodů.
- Súdán má vnitrostátní problémy, mezi centrální vládou na severu a regionem na západě země. Jako plán na zlepšení situace pořádala IGAD s lednu 2002 summit, s tzv. Troikou (USA, Norsko a Spojené království), ten ale díky obstrukcím a masakrům na různých místech (Bieh) nepřinesl žádný pokrok. Na summitu se státy shodly na nutnosti zredukování terorismu na africkém rohu. K dostatečnému vlivu IGAD na mírové dění jí nestačí její vliv (8 let bez pokroku) a tak žádalo o pomoc společnou iniciativu Libye a Egypta, která ale nemohla být přijata ze strany arabských států, protože se jejich zájmy rozcházely s myšlenkou IGAD na rozdělení země. V zemi působí zmocněnci Troiky, Egyptsko - Libyjské iniciativy a IGAD, zde spolupracují se všemi stranami sporu, aby shromažďovaly informace a snažili se prostřednictvím svých úřadů najít řešení sporu. 20. července 2002 dosáhla IGAD dohody mezi stranami, které umožňují sebeurčení jižního Súdánu v referendu. V roce 2005 se pozorovatelům (mezi nimi OSN a IGAD) podařilo zprostředkovat mírovou dohodu mezi jihem a severem. V lednu 2011 proběhlo referendum o samostatnosti Jižního Súdánu, ten se pak na jeho výsledku osamostatnil v červenci téhož roku.
- Somálsko nemá státní vládu, která by mohla řídit a reprezentovat celý stát. Somálsko je od konce Mohamed Siad Barreho režimu jedinou zemí bez vlády. V Somálsku se zhroutila ekonomika, politika a celý stát, což přispívá k vakuu, kterého využívají teroristické skupiny pro útočiště a logistiku. IGAD se v mírovém procesu v Somálsku angažuje již od roku 2002 a právě na mírové jednání vedené IGAD z Keni je světem zaostřeno nejvíce. 29. ledna 2004 se podařilo přizvat 39 Somálských lídrů do Nairobi, aby podepsali přechodnou chartu, která poskytovala právní rámec pro federální parlament a vládu, ale byla podepsána pouze osmi. Mírový proces ztěžují IGAD nestejné postoje všech členských zemí (např. zbrojní embargo), neochota zasáhnout ze strany USA a EU (Itálie se nerovnoměrně angažuje – bývalá kolonie). Vzhledem k několika zahraničním neúspěšným misím se zhoršuje politická situace a dochází k její polarizaci a radikalizaci. Problémem je také intervence Keňských vojsk (buď samostatně, nebo pod vlajkou IGAD), která zapříčiňují teroristické útoky al-Šabábu. Jedním z názorů, který by mohl vést zemi ke sjednocení, je podpora přechodné federální vlády, kterou se státy snaží školit a financovat. Keňa by se měla soustředit především na ochranu vlastních hranic.

Neméně závažná je také intervence Etiopie, která bojuje proti Somálským islamistům a podporuje centrální vládu v Mogadišu. Etiopie se bojí exhalace násilí a konfliktu a jeho následné překročení hranic na její území a tak navzdory ještě nevyslaným jednotkám OSN do Somálska, Etiopie poslala ty svoje. Naopak Somálští islamisté chápou Etiopskou intervenci více jako vojenskou okupaci a společně s radikálním muslimským obyvatelstvem jsou ochotni dát za obranu země tu nejvyšší oběť. Etiopskou intervenci podporuje Africká unie a tiše také USA. Velkým problémem v zemi je dostupnost k informacím, je jich velmi málo a často jsou nevěrohodné. Proto se také liší odhady na množství Etiopských vojsk na území Somálska (OSN odhaduje jejich počet na 8 000). Některé separatistické skupiny se snaží konfliktu využít a snaží se na Addis Abebě vymoct nezávislost, to je ale zatím nepravděpodobné.
- Keňa a Uganda se koncentrují více na projekt Východoafrického společenství, jakkoli například Keňa je i v IGAD aktivní.
- Stále jsou zde nevyjasněné hranice mezi Etiopií, Súdánem a Somálskem, které komplikují spolupráci.
- Problematický je taky vztah Etiopie a Eritreje, které vedou spory o území. Somálsko a Etiopie obviňuje Eritreu ze zásobování muslimských povstalců v těchto zemích.

## Struktura
- Nejvyšším vládním orgánem moci je „Shromáždění hlav členských států“ a určuje objekty a program pro IGAD na schůzi jednou do roka. Jejím předsedou jsou jmenováni v rotaci zástupci všech členských států.
- Sekretariát má v čele výkonného tajemníka voleného shromážděním maximálně dvakrát po sobě. Sekretariát pomáhá členským státům při tvorbě regionálních projektů, usnadňuje koordinaci a harmonizaci rozvojové politiky, poskytuje zdroje na realizaci projektů schválených radou a posiluje národní infrastruktury. Současným tajemníkem je Mahboub Maalim.
- Výbor velvyslanců je složen z velvyslanců (popř. zplnomocněnce) států IGAD. Svolává se, aby poradil a usměrnil výkonného tajemníka, svolává se tak často, jak je potřeba.
- Rada ministrů je tvořena ministry zahraničních věcí a jedním kontaktním ministrem nominovaným každou členskou zemí. Rada formuluje politiku, schvaluje pracovní program a roční rozpočet sekretariátu, během svého pololetního zasedání.